# 亞希子
亞希子（亜希子、1989年8月18日—），日本女演員，前SDN48成員之一。原名是大木亞紀子（大木 亜紀子，日語中的音和同樣發為「ki」音）。同為女演員的奈津子是其雙胞胎姊姊。
曾先後為研音及Dig-esT事務所屬下的藝人，目前為自由身。

## 簡歷
- 首部演出的作品是2004年的『唐澤壽明 Presents 記憶的力量 II』。
- 與其雙胞胎姊姊奈津子比較，她飾演較多溫和文靜的角色。
- 喜歡閱讀書籍。寫作、打籃球、長跑是她的特長。
- 曾就讀於千葉縣立檢見川高等學校，後來轉學至東京都日出高等學校，並於該校畢業。
- 除了雙胞胎姊姊奈津子外，家中尚有二位姊姊，全家共有四姊妹。
- 在2008年12月20日，她與奈津子一同離開了研音，並在其後加盟WINT ARTS事務所。
- 在2010年5月15日，她與奈津子一同開始以SDN482期生的身分活動，直至2012年3月31日為止。
- 在2011年6月1日，她與奈津子一起從WINT ARTS轉投Dig-esT事務所。
- 在2014年10月1日，奈津子自己從Dig-esT轉投Asia Business Partners事務所[1]，令亞希子與她不再是同一事務所旗下的藝人。
- 在2015年6月6日，她宣布以營業、編輯的身分加入Sirabee（しらべぇ）編輯部。藝能活動方面，則在離開Dig-esT後以自由身繼續。

## 參與歌曲

### 單曲CD選拔曲
- SDN48「Under Girls A」名義
- SDN48「Under Girls B」名義

### 劇場公演Unit曲
- SDN48 1st Stage 2期生公演
  - Black boy
  - I'm sure

## 演出

### 電視劇
- 野豬大改造（日本電視台、2005年10月 - 12月）飾演佐伯奈美
- 芭蕾舞蹈家（日本電視台、2006年4月 - 6月）飾演吉村冬美
- 新三人時代（又譯為「水漾青春」，朝日電視台、2006年7月 - 9月）飾演
- 鐵板少女小茜!!（東京廣播公司、2006年10月 - 12月）飾演（桂橘子）
- 未來遊園地（朝日電視台、2007年9月28日）飾演
- P&G Pantene Drama Special 畫牌美人（かるた小町）（富士電視台、2008年2月11日）飾演一條左京
- 未來遊園地2（朝日電視台、2008年3月28日）飾演
- Hit Maker阿久悠物語（日本電視台、2008年8月1日）飾演The Peanuts
- 第一夜「Camouflage」（東京廣播公司、2008年10月6日）飾演高峰百合
- 鈴里高校書道部（日本放送協會、2010年1月 - 2月）飾演
- （TBS電視台等、2010年12月30日）飾演
- （富士電視台、2011年2月19日）飾演
- （第6集）（富士電視台、2014年）飾演悅子

### 其他電視節目
- 唐澤壽明 Presents 記憶的力量 II（日本電視台、2004年6月25日） - 首演
- Disney 365（衛星廣播 Disney Channel、2006年5月）
- Quiz! Hexagon II（富士電視台、2007年2月7日）
- 明石家3頻道（東京廣播公司、2007年2月28日 21:00）
- BURUBURU Untouchable（朝日放送、2007年4月13日 - 5月4日（逢週五））
- 熱血！Hobby Stadium（衛星廣播276頻道（Kids Station）、2007年4月14日 - ）（常規演出）
- BS BRUNCH（BS-i、2007年11月3日 - ）（常規演出）
- （富士電視台、2007年10月 - ）（常規演出）
- God Tongue～The God Tongue 神之舌～（東京電視台、2008年5月14日）
- （朝日電視台、2010年6月30日、8月4日、11日）

### 電影
- 歌魂♪（日活、2008年4月5日公映）飾演松本楓
- （2008年10月18日公映）

### 音樂會
- 第3公演（橫濱體育館、2010年3月25日）
- 第3公演（代代木第一體育館、2010年7月11日）

### 舞台劇
- （Theater Green、2012年4月12日 - 16日）（與奈津子交替飾演同一角色）
- （Theater Green BIG TREE THEATER、2012年7月12日 - 16日）
- 第1回Dig/esT Produce公演（Sun-mall Studio、2013年1月16日 - 27日）

### 廣告
- TOTO
- NTT東日本電報
- Panasonic
- GODIVA[2]

### DVD
- 亞希子（LIVERPOOL、2007年9月21日發售）
- 奈津子·亞希子 with（LIVERPOOL、2007年12月21日發售）
- 亞希子 恐縮BODY（GRASSOC、2011年7月14日發售）

### 其他
- 手機戀愛劇 100Scene之戀（Vol.2，第3集）（VOLTAGE、2008年8月12日 - ）
- 任天堂DS遊戲  犬公司DS（いぬ会社DS）（CyberFront、2009年）聲演茶野小姐（茶野さん）

## 書籍

### 寫真集
- futari（木村晴、WANI BOOKS、2006年4月26日發售、ISBN 4-8470-2925-9）

與雙胞胎姊姊奈津子一起拍攝的寫真集。

### 雜誌
| 名稱          | 發售日     | ISBN（如有）       |
| ------------- | ---------- | ------------------ |
| 第三文明      | 2006/11/01 |                    |
| TV JAPAN      | 2006/11/15 |                    |
| Kindai        | 2006/11/22 |                    |
| memew         | 2006/11/28 | ISBN 4-7648-7138-6 |
| memew DX 2006 | 2006/12/28 | ISBN 4-7648-7133-5 |

## 關連項目
- 奈津子
- 夏帆
- 志保

## 外部連結
- Sirabee官方個人詳細資料 （页面存档备份，存于）
- http://ameblo.jp/natsuko-akiko/（页面存档备份，存于）
- 亞希子的X（前Twitter）
- 亞希子的Instagram帳戶
- 餃子断面部的Instagram帳戶（2016年5月起）
- 研音前官方個人詳細資料（Internet Archive連結）
- Dig-esT前官方個人詳細資料（Internet Archive連結）
- Yahoo! Japan - 亞希子的個人資料